# St. Andrews Football Club
 (avril 2019).
Maillots
Le St. Andrews Football Club est un club maltais de football basé à Pembroke fondé en 1968 sous le nom de Luxol St. Andrews. 
Il est une section du club multisports appelé Luxol Sports Club. Ally Dawson, ancien capitaine des Rangers, a été l'entraîneur du club lors de la saison 1991-1992. 
St. Andrews joue actuellement au Luxol Stadium (en), récemment rénové. C'est l'un des terrains les plus modernes de l'île.
L'équipe de futsal de Luxol St. Andrews est actuellement l'une des meilleures équipes de futsal à Malte et évolue en première division maltaise.